# Anywhere Is
Anywhere Is – pierwszy singel irlandzkiej wokalistki i kompozytorki Enyi, z jej czwartego albumu studyjnego The Memory of Trees, wydany nakładem Warner Music w 1995 r.

## Historia nagrania
Podobnie jak w przypadku „Orinoco Flow”, utwór został nagrany jako jeden z ostatnich na albumie. W sierpniu 1995 nieukończoną melodię bez słów usłyszał Rob Dickins, ówczesny szef brytyjskiego oddziału Warner Music i zasugerował, by właśnie ten utwór, po dopracowaniu i dodaniu tekstu, stał się pierwszym singlem promującym album. Metoda ta działała w przypadku poprzednich wydań, ponieważ, wg słów samego Dickinsa, trio Enya – Roma Ryan – Nicky Ryan nie posiada wyczucia komercyjnego i wolało tę decyzję pozostawić osobie spoza studia.

## Tekst
Autorem tekstu jest tradycyjnie Roma Ryan, irlandzka poetka. Tekst opowiada o poszukiwaniu właściwego miejsca, które dla każdego człowieka może znajdować się gdziekolwiek (ang. anywhere). W książeczce do kompilacji Only Time: The Collection, Roma Ryan nawiązując do tytułu utworu („Gdziekolwiek jest”, ang. Anywhere Is) napisała: Ale jest, prawda?.

## Odbiór utworu
Utwór został entuzjastycznie przyjęty przez krytyków. W recenzji albumu The Memory of Trees Colm O’Hare napisał: «Nie ma innego utworu poza „ANYWHERE IS”, który mógłby zostać wybrany na pierwszy singel z nowego albumu, będącego następcą sprzedanego w ośmiu milionach egzemplarzy Shepherd Moons. Posiada zaraźliwie chwytliwą melodię, przez co jest godnym następcą „Orinoco Flow”, jej hitu z 1988 roku».
W artykule Paula Gormana dla MusicWeek z 20 listopada 1995, możemy przeczytać, że: «„Anywhere Is” jest doskonałym przykładem na trudność, jaką media mają z Enyą, której nie da zaszufladkować w żadną kategorię. Singel został dodany do playlisty Radio One na tydzień przed wydaniem albumu, co potwierdza tylko brak zaufania DJ-ów do tego typu muzyki, jak twierdzi Dickins [Rob – szef Warner Music UK, przyp. tłum]: „Media nie „czują” Enyi, ale publiczność już tak. Ten sam problem mieli The Beatles, ich publiczność rozciągała się od pięciolatków po ludzi z dziewięćdziesiątką na karku”».

## Dostępne wydania
Singiel wydano na singlu i maxi singlu CD, kasecie magnetofonowej (single cassette) oraz na małej płycie winylowej (SP).
| Maxi CD(DE) – (AUS) – (KR) – (CL) | Maxi CD(DE) – (AUS) – (KR) – (CL)     | Maxi CD(DE) – (AUS) – (KR) – (CL) |
| Nr                                | Tytuł utworu                          | Długość                           |
| --------------------------------- | ------------------------------------- | --------------------------------- |
| 1.                                | „Anywhere Is (edit)” (Enya-Roma Ryan) | 3:47                              |
| 2.                                | „Boadicea” (Enya)                     | 3:30                              |
| 3.                                | „Oriel Window” (Enya)                 | 2:22                              |
|                                   |                                       | 9:39                              |

| CD Single(DE) / Cassette MC (UK) – (AUS) / winyl 7" (UK) | CD Single(DE) / Cassette MC (UK) – (AUS) / winyl 7" (UK) | CD Single(DE) / Cassette MC (UK) – (AUS) / winyl 7" (UK) |
| Nr                                                       | Tytuł utworu                                             | Długość                                                  |
| -------------------------------------------------------- | -------------------------------------------------------- | -------------------------------------------------------- |
| 1.                                                       | „Anywhere Is (edit)” (Enya-Roma Ryan)                    | 3:47                                                     |
| 2.                                                       | „Boadicea” (Enya)                                        | 3:30                                                     |
|                                                          |                                                          | 7:17                                                     |

| Maxi CD Deluxe (UK) – (JP) | Maxi CD Deluxe (UK) – (JP)                               | Maxi CD Deluxe (UK) – (JP) |
| Nr                         | Tytuł utworu                                             | Długość                    |
| -------------------------- | -------------------------------------------------------- | -------------------------- |
| 1.                         | „Anywhere Is (edit)” (Enya-Roma Ryan)                    | 3:47                       |
| 2.                         | „Book of Days (English-Gaelic Version)” (Enya-Roma Ryan) | 2:56                       |
| 3.                         | „Caribbean Blue (Edit)” (Enya-Roma Ryan)                 | 3:49                       |
| 4.                         | „Orinoco Flow” (Enya-Roma Ryan)                          | 3:43                       |
|                            |                                                          | 14:15                      |

## Teledysk

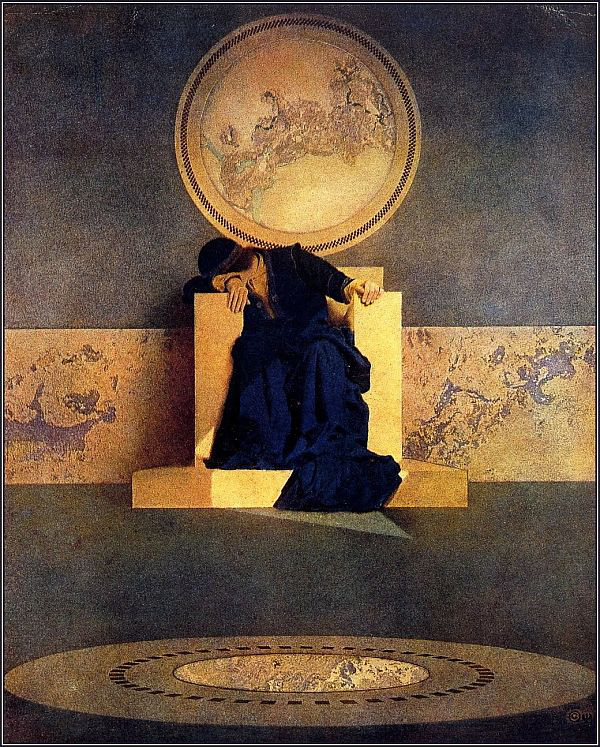
Obraz Parrisha „Młody król Czarnych Wysp” (1906) był inspiracją do okładki albumu The Memory of Trees oraz do teledysku „Anywhere Is”

Teledysk w reżyserii Davida Scheinmanna miał premierę w listopadzie 1995 roku. Ma długość 3 minut i 46 sekund, co odpowiada radiowej wersji utworu. W teledysku zaczerpnięto również inspiracje z obrazów Maxfielda Parrisha, co pozwoliło nawiązać do okładki albumu The Memory of Trees.

## Promocja utworu w mediach
Poniższa tabela przedstawia listę znanych wystąpień telewizyjnych, w trakcie których Enya wykonała utwór Anywhere Is:
| Nazwa emisji                   | Państwo         | Data              | Typ wykonania |
| ------------------------------ | --------------- | ----------------- | ------------- |
| Top of the Pops                | Wielka Brytania | 16 listopada 1995 | Playback      |
| Top of the Pops                | Wielka Brytania | 30 listopada 1995 | Playback      |
| Esto Es Espectáculo            | Hiszpania       | 15 grudnia 1995   | Playback      |
| Concerto di Natale in Vaticano | Włochy          | grudzień 1995     | Playback      |
| Hey Hey It’s Saturday          | Australia       | 1996              | Playback      |

## Certyfikaty i sprzedaż
| Kraj                  | Certyfikat    | Sprzedaż |
| --------------------- | ------------- | -------- |
| Wielka Brytania (BPI) | srebrna płyta | 200 000+ |